# Lymantria carneola
Lymantria carneola är en fjärilsart som beskrevs av Moore 1879. Lymantria carneola ingår i släktet Lymantria och familjen tofsspinnare. Inga underarter finns listade i Catalogue of Life.